# لست پیزا اسلایس
لست پیزا اسلایس (به انگلیسی: Last Pizza Slice) گروه موسیقی اسلوونیایی است.
آن‌ها نماینده اسلوونی در یوروویژن ۲۰۲۲ بودند.